# 김효선 (축구 선수)
김효선(한국 한자: 金孝宣, 1987년 12월 9일 ~ )은 대한민국의 전 축구 선수이며, 포지션은 미드필더였다.